# Musée d'art de Cedar Rapids
Le musée d'art de Cedar Rapids (Cedar Rapids Museum of Art) est un musée situé aux États-Unis à Cedar Rapids (Iowa). C'est un musée privé fondé en 1905. Il a acquis le bâtiment de l'ancienne bibliothèque publique de Cedar Rapids Public, après que celle-ci a déménagé en 1985. L'édifice actuel du musée, construit par Charles Moore, a été bâti contre l'ancienne bibliothèque en 1989. Le musée a subi une sévère inondation en 2008.
La mission du Cedar Rapids Museum of Art est d'encourager et d'éduquer le public en offrant à la visite sa collection et en organisant des expositions et des programmes éducatifs,.

## Collection
Le musée possède des œuvres d'artistes de l'Iowa et en particulier la collection la plus importante de Grant Wood, de Marvin Cone et de Bertha Jaques. Il s'étend sur 5 900 m2. Il permet aussi au public d'admirer la collection Riley de bustes romains. La collection de Grant Wood comprend entre autres Femme aux plantes, Jeune maïs. En 2002, le CRMA a reçu en don l'édifice qui abritait l'atelier de Grant Wood à trois pâtés de maisons du musée, où il travailla de 1924 à 1935 dans sa période de l'American Gothic (1930) qui fait partie maintenant de la collection de l'Art Institute of Chicago et d'autres tableaux. L'atelier de Grant Wood est ouvert au public pour des visites guidées les samedis et dimanches.
Le musée possède aussi des œuvres de Mauricio Lasansky, Ann Royer, etc.

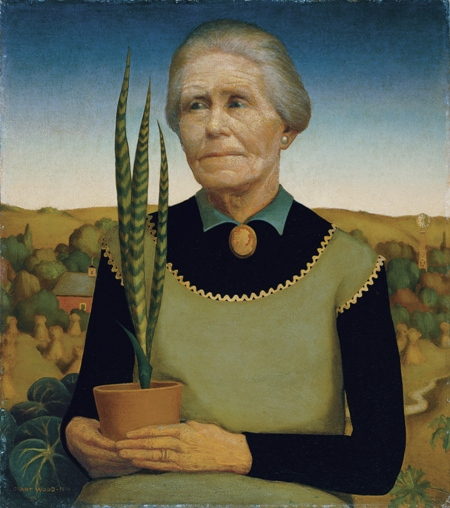
Grant Wood, Femme aux plantes (1929)